# Mușetești (gmina)
Mușetești – gmina w Rumunii, w okręgu Gorj. Obejmuje miejscowości Arșeni, Bârcaciu, Gămani, Grui, Mușetești, Stăncești i Stăncești-Larga. W 2011 roku liczyła 1985 mieszkańców.